# ستين هابيل
ستين هابيل (بالنرويجية: Sten Abel)‏ (و. 1899 – 1989 م) هو ربان ‏ نرويجي، شارك في الألعاب الأولمبية الصيفية 1920، والحملة العسكرية على النرويج، ويحمل رتبة عسكرية نقيب، توفي في باروم، عن عمر يناهز 90 عاماً.

## روابط خارجية
- ستين هابيل على موقع اللجنة الأولمبية الدولية (الإنجليزية)
- ستين هابيل على موقع أوليمبيديا (الإنجليزية)